# Google Fit
Google Fit est une application de suivi de la santé développée par Google disponible sur les systèmes Android, Wear OS et iOS. L’application est un ensemble d'API d'applications et de capteurs (appareils mobiles et accessoires connectés). Elle a pour objectif d'avoir une vie plus saine et active ; pour ce faire, l’application propose des objectifs afin d’être actif tout au long de la journée et de faire des séances de sports afin d’augmenter le rythme cardiaque. L’application fut réalisée avec la participation de l’OMS pour atteindre les recommandations de cette dernière.

## Histoire
Google Fit fut annoncée lors de la « Google I/O » du 25 juin 2014 et le 7 août, un kit de développement (SDK) était mise en ligne. L’application fut ensuite mise en ligne le 28 octobre 2014 sur Google Play.
En août 2018, Google annonça la refonte de l’application pour ajouter les objectifs basés sur les recommandations de l’Organisation mondiale de la santé qui cherche à toucher plus de personnes sur ses recommandations sur les activités physiques.
En avril 2019, Google annonce la disponibilité de l'application sur les appareils iOS.

## Fonctionnalités
Google Fit fournit un ensemble d'API pour les fabricants d'appareils pour stocker et accéder aux données d'activité des applications et capteurs de fitness[pas clair] sur Android et d'autres appareils (tels que les appareils portables, les moniteurs de fréquence cardiaque ou les balances connectées). Les utilisateurs peuvent choisir avec qui leurs données de forme physique sont partagées ainsi que supprimer ces informations à tout moment.
L'application propose de rester actif en passant moins de temps assis et de faire des activités sportives en utilisant les capteurs dans le téléphone ou un autre appareil connecté, ces informations seront disponibles depuis l'interface de l'application. L’utilisateur choisit ses propres objectifs à atteindre dans la journée.
L’application permet de se synchroniser à d'autres applications pour recueillir des données plus larges et précises[pas clair].